# Élections sénatoriales américaines de 1990
Les élections sénatoriales américaines de 1990 ont eu lieu le 6 novembre 1990 pour renouveler 33 des 100 sièges du Sénat des États-Unis (classe 2) ainsi que deux sièges vacants. Elles se déroulent deux ans après l'élection de George H. W. Bush à la présidence du pays.
Le Parti démocrate élargit sa majorité en gagnant le siège du Minnesota, jusqu'alors détenu par le Parti républicain.
Ces élections se déroulent en même temps que des élections des gouverneurs et des représentants.

## Situation par État
| État                 | Sortant  | Sortant                | Sortant | Sortant | Sortant      | Élu      | Élu                    | Élu   | Résultats,                                                                          |
| État                 | Sénateur | Sénateur               | Parti   | Élu en  | Statut       | Sénateur | Sénateur               | Parti | Résultats,                                                                          |
| -------------------- | -------- | ---------------------- | ------- | ------- | ------------ | -------- | ---------------------- | ----- | ----------------------------------------------------------------------------------- |
| Alabama              |          | Howell Heflin          | D       | 1978    | Candidat     |          | Howell Heflin          | D     | Howell Heflin (D) : 60,6 % William J. Cabaniss (R) : 39,4 %                         |
| Alaska               |          | Ted Stevens            | R       | 1968    | Candidat     |          | Ted Stevens            | R     | Ted Stevens (R) : 66,2 % Michael Beasley (D) : 32,2 %                               |
| Arkansas             |          | David Pryor            | D       | 1978    | Candidat     |          | David Pryor            | D     | David Pryor (D) : 99,8 %                                                            |
| Caroline du Nord     |          | Jesse Helms            | R       | 1972    | Candidat     |          | Jesse Helms            | R     | Jesse Helms (R) : 52,5 % Harvey Gantt (D) : 47,4 %                                  |
| Caroline du Sud      |          | Strom Thurmond         | R       | 1956    | Candidat     |          | Strom Thurmond         | R     | Strom Thurmond (R) : 64,2 % Bob Cunningham (D) : 32,5 %                             |
| Colorado             |          | William L. Armstrong   | R       | 1978    | Non candidat |          | Hank Brown             | R     | Hank Brown (R) : 55,7 % Josie Heath (D) : 41,7 %                                    |
| Dakota du Sud        |          | Larry Pressler         | R       | 1978    | Candidat     |          | Larry Pressler         | R     | Larry Pressler (R) : 52,4 % Ted Muenster (D) : 45,1 %                               |
| Delaware             |          | Joe Biden              | D       | 1972    | Candidat     |          | Joe Biden              | D     | Joe Biden (D) : 62,7 % M. Jane Brady (R) : 35,8 %                                   |
| Géorgie              |          | Sam Nunn               | D       | 1972    | Candidat     |          | Sam Nunn               | D     | Réélu sans opposition                                                               |
| Hawaï (partielle)    |          | Daniel Akaka           | D       | 1990    | Candidat     |          | Daniel Akaka           | D     | Daniel Akaka (D) : 54 % Pat Saiki (R) : 44,6 %                                      |
| Idaho                |          | James A. McClure       | R       | 1972    | Non candidat |          | Larry Craig            | R     | Larry Craig (R) : 61,3 % Ron J. Twilegar (D) : 38,7 %                               |
| Illinois             |          | Paul Simon             | D       | 1984    | Candidat     |          | Paul Simon             | D     | Paul Simon (D) : 65,1 % Lynn Morley Martin (R) : 34,9 %                             |
| Indiana (partielle)  |          | Dan Coats              | R       | 1989    | Candidat     |          | Dan Coats              | R     | Dan Coats (R) : 53,6 % Baron Hill (D) : 46,3 %                                      |
| Iowa                 |          | Tom Harkin             | D       | 1984    | Candidat     |          | Tom Harkin             | D     | Tom Harkin (D) : 54,5 % Tom Tauke (R) : 45,4 %                                      |
| Kansas               |          | Nancy Landon Kassebaum | R       | 1978    | Candidate    |          | Nancy Landon Kassebaum | R     | Nancy Landon Kassebaum (R) : 73,6 % Dick Williams (D) : 26,4 %                      |
| Kentucky             |          | Mitch McConnell        | R       | 1984    | Candidat     |          | Mitch McConnell        | R     | Mitch McConnell (R) : 52,2 % Harvey I. Sloane (D) : 47,8 %                          |
| Louisiane            |          | J. Bennett Johnston    | D       | 1972    | Candidat     |          | J. Bennett Johnston    | D     | Résultats de la primaire : J. Bennett Johnston (D) : 53,9 % David Duke (R) : 43,5 % |
| Maine                |          | William Cohen          | R       | 1978    | Candidat     |          | William Cohen          | R     | William Cohen (R) : 61,3 % Neil Rolde (D) : 38,6 %                                  |
| Massachusetts        |          | John Kerry             | D       | 1984    | Candidat     |          | John Kerry             | D     | John Kerry (D) : 57,1 % Jim Rappaport (R) : 42,9 %                                  |
| Michigan             |          | Carl Levin             | D       | 1978    | Candidat     |          | Carl Levin             | D     | Carl Levin (D) : 57,5 % Bill Schuette (R) : 41,2 %                                  |
| Minnesota            |          | Rudy Boschwitz         | R       | 1978    | Candidat     |          | Paul Wellstone         | D     | Paul Wellstone (DFL) : 50,4 % Rudy Boschwitz (R) : 47,8 %                           |
| Mississippi          |          | Thad Cochran           | R       | 1978    | Candidat     |          | Thad Cochran           | R     | Réélu sans opposition                                                               |
| Montana              |          | Max Baucus             | D       | 1978    | Candidat     |          | Max Baucus             | D     | Max Baucus (D) : 68,1 % Allen C. Kolstad (R) : 29,4 %                               |
| Nebraska             |          | J. James Exon          | D       | 1978    | Candidat     |          | J. James Exon          | D     | J. James Exon (D) : 58,9 % Hal Daub (R) : 40,9 %                                    |
| New Hampshire        |          | Gordon J. Humphrey     | R       | 1978    | Non candidat |          | Bob Smith              | R     | Bob Smith (R) : 65,1 % John A. Durkin (D) : 31,3 %                                  |
| New Jersey           |          | Bill Bradley           | D       | 1978    | Candidat     |          | Bill Bradley           | D     | Bill Bradley (D) : 50,4 % Christine Todd Whitman (R) : 47,4 %                       |
| Nouveau-Mexique      |          | Pete Domenici          | R       | 1972    | Candidat     |          | Pete Domenici          | R     | Pete Domenici (R) : 72,9 % Tom R. Benavides (D) : 27 %                              |
| Oklahoma             |          | David Boren            | D       | 1978    | Candidat     |          | David Boren            | D     | David L. Boren (D) : 83,2 % Stephen Jones (R) : 17,8 %                              |
| Oregon               |          | Mark Hatfield          | R       | 1966    | Candidat     |          | Mark Hatfield          | R     | Mark Hatfield (R) : 53,7 % Harry Lonsdale (D) : 46,2 %                              |
| Rhode Island         |          | Claiborne Pell         | D       | 1960    | Candidat     |          | Claiborne Pell         | D     | Claiborne Pell (D) : 61,8 % Claudine Schneider (R) : 38,2 %                         |
| Tennessee            |          | Al Gore                | D       | 1984    | Candidat     |          | Al Gore                | D     | Al Gore (D) : 67,7 % William R. Hawkins (R) : 29,8 %                                |
| Texas                |          | Phil Gramm             | R       | 1984    | Candidat     |          | Phil Gramm             | R     | Phil Gramm (R) : 60,2 % Hugh Parmer (D) : 37,4 %                                    |
| Virginie             |          | John Warner            | R       | 1978    | Candidat     |          | John Warner            | R     | John Warner (R) : 80,9 % Nancy B. Spannaus (I) : 18,2 %                             |
| Virginie-Occidentale |          | Jay Rockefeller        | D       | 1984    | Candidat     |          | Jay Rockefeller        | D     | Jay Rockefeller (D) : 68,3 % John Yoder (R) : 31,7 %                                |
| Wyoming              |          | Alan K. Simpson        | R       | 1978    | Candidat     |          | Alan K. Simpson        | R     | Alan K. Simpson (R) : 63,9 % Kathy Helling (D) : 36,1 %                             |